# سید عبدالله (کرخه)
سید عبدالله، روستایی در دهستان کرخا بخش شاوور شهرستان کرخه در استان خوزستان ایران است.

## جمعیت
بر پایه سرشماری عمومی نفوس و مسکن در سال ۱۳۹۵، جمعیت این روستا برابر با ۷۲۲ نفر (۱۷۴ خانوار) بوده‌است.